# Castro (Paraná)
Pour les articles homonymes, voir Castro.
Castro est une ville brésilienne de l’est de l’État du Paraná, dans la région méridionale du Brésil. Sa fondation date de 1774 et le lieu faisait partie du chemin des tropeiros qui reliait Viamão à Sorocaba.

## Démographie
La population était estimée lors du recensement de 2022 à 73.075 individus

## Toponymie
La localité a été nommée en hommage à Martinho de Melo e Castro, secrétaire aux Affaires étrangères, puis ministre du Portugal dans les décennies 1770 à 1790. 

## Histoire
L'histoire de Castro est liée aux tropeiros. C'était un point de transit obligatoire pour les troupeaux allant de Viamão, dans le Rio Grande do Sul, à Sorocaba dans l'État de São Paulo (Estado de São Paulo). Les tropeiros se reposaient sur les rives du rio Iapó, donnant naissance au premier nom du lieu, Pouso do Iapó. En 1774, le lieu fut élevé au rang de paroisse, sous le nom de Freguesia Nova de Sant’Ana do Iapó. En 1789, elle fut transformée en Vila Nova de Castro, en hommage à Martinho de Mello e Castro, alors secrétaire aux Affaires étrangères du Portugal.
Après un développement rapide, la Comarca fut fondée en 1854 et devint bientôt la Ville de Castro en 1857, grâce aux efforts du Père Damaso José Correia en collaboration avec la Présidence de la Province du Paraná.

## Personnalités
- Aimée de Heeren
- Paulo Miranda